# Буддийская ассоциация Китайской республики
Буддийская ассоциация Китайской республики (кит. упр. 中国佛教会, пиньинь Zhōngguó fójiào hui, англ. BAROC) — традиционалистски и проправительственно ориентированная организация буддистов на Тайване, исторически — представительный орган буддийских общин при гоминьдановском правительстве в Китае. 

## История
Буддийская ассоциация была создана по инициативе республиканского правительства в 1911 г. Наиболее длительный срок её главой был Чжанчжа-хутухта (с 1938 по 1956 гг. с разными названиями должностей), принявший пост от чаньского мастера Цзинъаня (1851-1912) и революционного мыслителя Тайсюя. 
Буддийские лидеры Китая осуждали атеизм режима Мао Цзэдуна, многие из них состояли в партии Гоминьдан, и после прихода коммунистов к власти в материковом Китае многие вынуждены были бежать на Тайвань в потоке мигрантов в 1949—1953 годах. Здесь они столкнулись с репрессивной политикой гоминьдановского правительства, подозревавшего монахов в том, что они являются «агентами коммунистов», или же обвинявшего их в «бродяжничестве». Для защиты буддийских монахов (официальная формулировка также содержала фразу «и выявления возможных коммунистических элементов под видом буддистов») Буддийская ассоциация была воссоздана на Тайване в 1952 г. чаньским мастером Дунчу. Фактически она стала правительственным органом, надзирающим за буддийской сангхой. Основным инструментом управления была передача Ассоциации эксклюзивного права введения в сан и снятие сана. Священнослужители, не имеющие сертификата БАКР, не имели никакого официального статуса, и к ним применялись суровые санкции закона о бродягах.  
Правительством Чан Кайши БАКР рассматривалась как единственный полномочный орган представительства буддийской общины Тайваня. Это значило подавление светских буддийских организаций, но при этом в монашеском укладе имели место и прогрессивные изменения, в частности, уравнивание монахинь с монахами по статусу. Эксклюзивный статус БАКР был ликвидирован в 1989 г.  с принятием нового либерального гражданского законодательства после отмены военного положения на Тайване в 1987 г. 
В истории тайваньского буддизма Ассоциация играла главенствующую роль в 1953—1970 годах, занимая место между «японизацией» и «плюрализацией».